# Sara Simeoni
Sara Simeoni (ur. 19 kwietnia 1953 w Rivoli Veronese) – włoska lekkoatletka, która specjalizowała się w skoku wzwyż.
Czterokrotna uczestniczka igrzysk olimpijskich: Monachium 1972 (6. miejsce), Montreal 1976 (2. miejsce), Moskwa 1980 (złoty medal) oraz Los Angeles 1984 (2. miejsce). Trzy razy stawała na podium mistrzostw Europy. Swój jedyny występ na mistrzostwach świata (1983) zakończyła na eliminacjach. Trzykrotna medalistka uniwersjady. Wielokrotna medalistka halowych mistrzostw Europy oraz igrzysk śródziemnomorskich. Rekordzistka świata w skoku wzwyż – 4 sierpnia 1978 roku w Brescii uzyskała wynik 2,01. Wynik ten powtórzyła podczas mistrzostw Europy 31 sierpnia tego samego roku. W 1978 oraz 1980 jej wyniki otwierała listy światowe. Wielokrotna medalistka mistrzostw Włoch oraz reprezentantka kraju. Rekord życiowy: 2,01 (4 sierpnia 1978, Brescia & 31 sierpnia 1978, Praga).
Żona Erminio Azzaro, włoskiego skoczka wzwyż.
26 lutego 2006 podczas ceremonii zamknięcia zimowych igrzysk olimpijskich w Turynie niosła flagę olimpijską.

## Osiągnięcia
| Rok  | Impreza                     | Miejsce       | Lokata           | Wynik |
| ---- | --------------------------- | ------------- | ---------------- | ----- |
| 1970 | Mistrzostwa Europy juniorów | Paryż         | 5. miejsce       | 1,70  |
| 1971 | Mistrzostwa Europy          | Helsinki      | 9. miejsce       | 1,78  |
| 1971 | Igrzyska śródziemnomorskie  | Izmir         | 2. miejsce       | 1,74  |
| 1972 | Igrzyska olimpijskie        | Monachium     | 6. miejsce       | 1,85  |
| 1973 | Halowe mistrzostwa Europy   | Rotterdam     | 9. miejsce       | 1,82  |
| 1974 | Halowe mistrzostwa Europy   | Göteborg      | 11. miejsce      | 1,75  |
| 1974 | Mistrzostwa Europy          | Rzym          | 3. miejsce       | 1,89  |
| 1975 | Halowe mistrzostwa Europy   | Katowice      | 4. miejsce       | 1,80  |
| 1975 | Igrzyska śródziemnomorskie  | Algier        | 1. miejsce       | 1,89  |
| 1976 | Igrzyska olimpijskie        | Montreal      | 2. miejsce       | 1,91  |
| 1977 | Halowe mistrzostwa Europy   | San Sebastián | 1. miejsce       | 1,92  |
| 1977 | Uniwersjada                 | Sofia         | 1. miejsce       | 1,92  |
| 1977 | Finał B pucharu Europy      | Trinec        | 1. miejsce       | 1,92  |
| 1977 | Puchar świata               | Düsseldorf    | 2. miejsce       | 1,92  |
| 1978 | Halowe mistrzostwa Europy   | Mediolan      | 1. miejsce       | 1,94  |
| 1978 | Mistrzostwa Europy          | Praga         | 1. miejsce       | 2,01  |
| 1978 | Puchar Narodów              | Tokio         | 1. miejsce       | 1,93  |
| 1979 | Igrzyska śródziemnomorskie  | Split         | 1. miejsce       | 1,98  |
| 1979 | Uniwersjada                 | Meksyk        | 3. miejsce       | 1,92  |
| 1979 | Półfinał pucharu Europy     | Sittard       | 1. miejsce       | 1,90  |
| 1979 | Finał pucharu Europy        | Turyn         | 2. miejsce       | 1,94  |
| 1979 | Puchar świata               | Montreal      | 2. miejsce       | 1,94  |
| 1980 | Halowe mistrzostwa Europy   | Sindelfingen  | 1. miejsce       | 1,95  |
| 1980 | Igrzyska olimpijskie        | Moskwa        | 1. miejsce       | 1,97  |
| 1981 | Halowe mistrzostwa Europy   | Grenoble      | 1. miejsce       | 1,97  |
| 1981 | Uniwersjada                 | Bukareszt     | 1. miejsce       | 1,96  |
| 1981 | Finał B pucharu Europy      | Pescara       | 1. miejsce       | 1,88  |
| 1982 | Mistrzostwa Europy          | Ateny         | 3. miejsce       | 1,97  |
| 1983 | Mistrzostwa świata          | Helsinki      | el. – 9. miejsce | 1,84  |
| 1984 | Igrzyska olimpijskie        | Los Angeles   | 2. miejsce       | 2,00  |
| 1986 | Mistrzostwa Europy          | Stuttgart     | el.              | 1,86  |